# To Rococo Rot
To Rococo Rot è un trio berlinese che combina musica elettronica ed elementi acustici per creare post-rock strumentale e musica elettronica. Il gruppo è composto dal bassista Stefan Schneider (ex-membro dei Kreider) e dai fratelli Robert (chitarra, tastiere) e Ronald Lippok (batteria, effetti sonori). Ronald Lippok ha fatto parte anche dei Tarwater. Il nome del gruppo è palindromo, dal momento che si può leggere partendo da entrambi i lati.
Il primo album del gruppo, To Rococo Rot, è uscito nel 1996 in numeri piuttosto limitati. Il secondo album, Veiculo, è stato pubblicato l'anno successivo da City Slang, etichetta discografica berlinese indipendente. Successivamente firmano un contratto con la Mute Records, con pubblicano The Amateur View nel 1999 e Music Is a Hungry Ghost nel 2001, seguito da Hotel Morgen nel 2004. Nel marzo 2010 pubblicano Speculation.
"Instrument", il loro ultimo album, esce nel luglio 2014.
Nel gennaio / febbraio 2015, la band annuncia il suo scioglimento.

## Discografia

### Album
| Titolo                              | Data di uscita   | Note | Etichetta          |
| ----------------------------------- | ---------------- | --- | ------------------ |
| To Rococo Rot                       | 12 gennaio 1996  | | Kitty-Yo           |
| Veiculo                             | 20 febbraio 1997 | | City Slang Records |
| The Amateur View                    | 26 aprile 1999   | Die Dinge des Lebens contiene loops da Clouds di Gigi Masin (Les Nouvelles Musiques Du Chambre, Sub Rosa, 1989) | City Slang Records |
| Music is a Hungry Ghost             | 30 aprile 2001   | Collaborazione con I-Sound                                                                                      | City Slang Records |
| Kölner Brett                        | 26 novembre 2001 | | Staubgold          |
| Hotel Morgen                        | 19 aprile 2004   | | Domino Records     |
| Taken From Vinyl                    | 27 novembre 2006 | Enhanced CD con 12 tracce solo vinile e il video di 'Telema'                                                    | Staubgold          |
| ABC One Two Three                   | 21 ottobre 2007  | Musica commissionata per celebrare il cinquantesimo anniversario del carattere Helvetica                        | Domino Records     |
| Speculation                         | 8 marzo 2010     | | Domino Records     |
| Instrument (featuring Arto Lindsay) | aprile 2014      | | City Slang Records |
| The John Peel Sessions              | 2022             | | Bureau B           |

EPs
| Titolo   | Data di uscita   | Note        | Etichetta          |
| -------- | ---------------- | ----------- | ------------------ |
| Paris 25 | 10 febbraio 1998 |             | City Slang Records |
| TRRD     | luglio 1998      | con D       | Soul Static Sound  |
| Pantone  | 15 ottobre 2001  | con I-Sound | City Slang Records |

### Singoli
| Titolo                         | Data di uscita    | Album               | Etichetta          |
| ------------------------------ | ----------------- | ------------------- | ------------------ |
| "She Understands the Dynamics" | 27 aprile 1998    |                     | Fat Cat Records    |
| "Telema"                       | 29 marzo 1999     | Da The Amateur View | City Slang Records |
| "Cars"                         | 20 settembre 1999 | Da The Amateur View | City Slang Records |
| "Jacky"                        | 18 aprile 2000    |                     | Sub Pop Records    |
| "Cosimo"                       | 21 giugno 2004    | Da Hotel Morgen     | Domino Records     |